# Pieschen-Süd
Pieschen-Süd mit Leipziger Vorstadt-West (Neudorf) ist ein statistischer Stadtteil im Dresdner Stadtbezirk Pieschen. Er liegt nordwestlich des Stadtzentrums auf Neustädter Seite an der Elbe.

## Gliederung
Zum statistischen Stadtteil gehören der Südteil der Gemarkung Pieschen sowie der westliche, auch als Neudorf bekannte Teil der Leipziger Vorstadt, die innerhalb der Gemarkung Neustadt liegt. Er gliedert sich in folgende fünf statistische Bezirke:
- 211 Leipziger Vorstadt (Weimarische Str.)
- 212 Leipziger Vorstadt (Moritzburger Str.)
- 213 Pieschen-Süd (Torgauer Str.)
- 214 Pieschen-Süd (Altpieschen)
- 215 Pieschen-Süd (Leisniger Platz)

## Einwohnerentwicklung
Die Einwohnerzahl ging, wie in fast allen Stadtteilen Dresdens, aufgrund von Abwanderung und Suburbanisierung seit 1990 zurück. Dieser Trend kehrte sich  seit Ende der 1990er Jahre jedoch um. Seitdem ist Pieschen-Süd ein stark wachsender Stadtteil der Stadt Dresden und hat die Einwohnerzahl von 1990 weit überholt.
Ein besonderes Augenmerk wurde seit der Wende auf die Sanierung der bestehenden Altbausubstanz gelegt, um neuen Wohnraum zu schaffen und bestehenden zu sanieren. Seit dem Jahr 2016 werden jedoch auch vermehrt Mehrfamilienhäuser neu gebaut, um dem Wohnungsbedarf gerecht zu werden.
| Jahr | Einwohnerzahl (jeweils am 31.12.) |
| ---- | --------------------------------- |
| 1990 | 8.319                             |
| 1995 | 7.300                             |
| 2000 | 7.428                             |
| 2005 | 9.012                             |
| 2010 | 10.990                            |
| 2014 | 11.758                            |
| 2015 | 11.776                            |
| 2017 | 12.202                            |

## Lage
Der statistische Stadtteil Pieschen-Süd ist im Nordosten von Pieschen-Nord/Trachenberge, im Nordwesten von Mickten, im Südwesten von der Friedrichstadt und im Südosten von der Leipziger Vorstadt umgeben. Die Grenze nach Süden bildet die Elbe.
Die Grenzen des dicht bebauten Stadtteils, der von den Gründerzeithäusern des alten Arbeiterstadtteils Pieschen geprägt ist, werden durch die Bahnstrecke Leipzig–Dresden, die Gehestraße, die Erfurter Straße, die Elbe und in Höhe Dreyßigplatz auch durch die Leipziger Straße gebildet.
In Pieschen-Süd befindet sich mit dem an der Bürgerstraße gelegenen Pieschner Rathaus das Zentrum des Stadtbezirks Pieschen.

## Verkehr
Wichtigste Straße des Stadtteils ist die Leipziger Straße, eine Ein- und Ausfallstraße in Richtung Radebeul. Sie wird von den Straßenbahnlinien 4 und 9 befahren. Die Straßenbahnlinie 13 verläuft dagegen über die Bürgerstraße, die Buslinie 64 befährt die Wurzener Straße. Im Stadtteil liegen insgesamt 12 Straßenbahn- und 3 Bushaltestellen. Unmittelbar nördlich der Stadtteilgrenze befindet sich der S-Bahnhof Pieschen, über den Anschluss an die Linie S 1 besteht.
An der Einfahrt von der Elbe zum Pieschener Hafen verbindet die Molenbrücke das Ufer mit der Mole. Sie ist Teil des Elberadwegs.

## Einkaufen
Das Einkaufszentrum Pieschens ist die Oschatzer Straße. Sie wird zusammen mit den Geschäften in den angrenzenden Straßen von der Bürgerstraße bis zur Leipziger Straße auch als Pieschener Viertel bezeichnet.